# Renault R31
Renault R31 byl závodní vůz Formule 1 navržený Lotusem Renault GP pro sezónu 2011. Šasi navrhli James Allison, Naoki Tokunaga, Tim Densham a Dirk de Beer s Robem Whitem, který vedl konstrukci motoru. Vůz řídili Vitalij Petrov a Nick Heidfeld, kterého v polovině sezóny nahradil Bruno Senna. Od Benettonu B191 ze sezóny 1991 to byl první vůz Formule 1 z Enstone dodávaný s pneumatikami Pirelli.

## Design

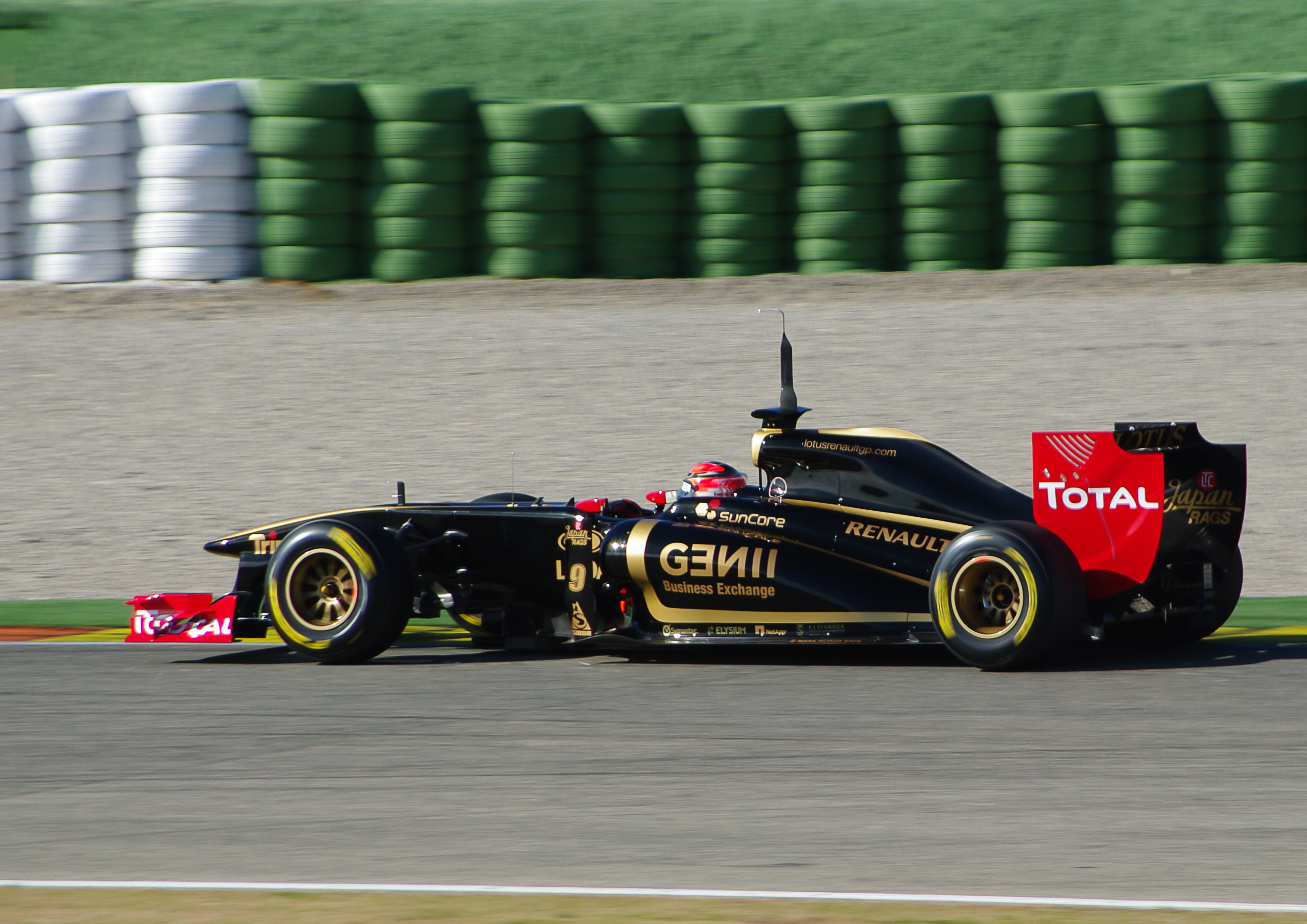
Robert Kubica testoval vůz R31 ve středu 2. února, pár dní před jeho téměř smrtelnou havárií v rally.

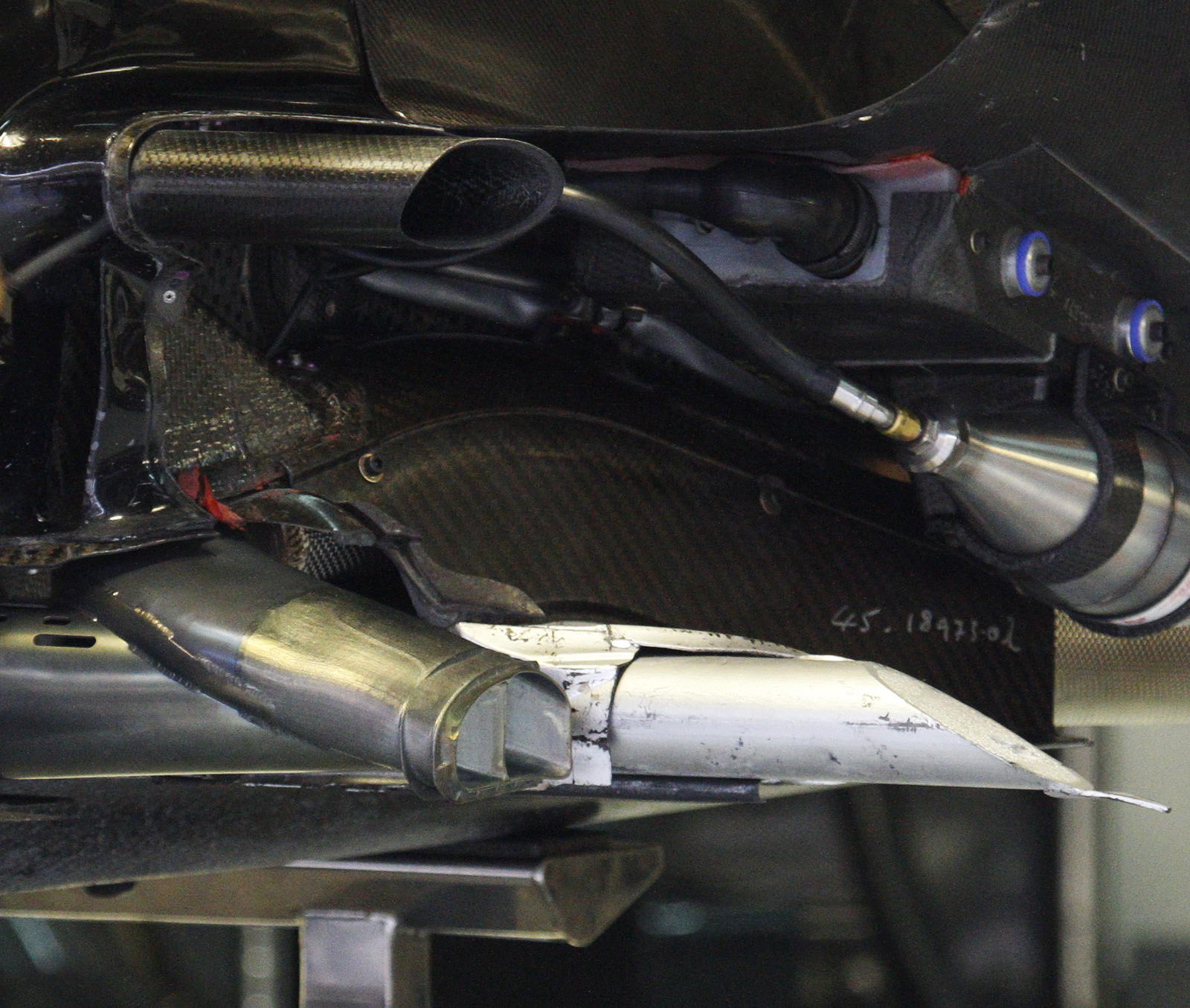
Přední výfuk vozu R31.

Vůz R31 byl představen na okruhu Ricardo Tormo ve Valencii ve Španělsku dne 31. ledna 2011, kde s ním poprvé jezdil Vitalij Petrov. Renault plánoval mít Roberta Kubicu jako týmového kolegu Petrova, ale Kubica se při účasti v rally zranil. Renault tedy místo něho najal Kubicova bývalého týmového kolegu z BMW Sauber Nicka Heidfelda. Vůz přitahoval pozornost radikálním výfukovým systémem, se spekulacemi naznačujícími, že by mohl být veden pod podlahu, aby se vytvořil efekt „dopředu foukaného difuzoru“ poté, co byl vůz odhalen bez viditelných výfukových otvorů. Ačkoli Renault nepotvrdil ani nepopřel žádné technické informace, tak pouze konstatoval, že vůz byl produktem dvanáctiměsíčního vývojového cyklu. Několik dalších týmů se rychle přizpůsobilo konceptu a hovořilo se o tom, že dopředu foukaný difuzor bude implementován na několika vozech pro nadcházející testy. Dále bylo odhaleno, že výfukový systém nabízí významné výhody, protože jeho začlenění je složitý proces, který vyžaduje, aby týmy přeskupily vnitřní elektroniku vozu a provedly náročné testy bočního nárazu, aby mohly být nové díly schváleny. Nicméně někteří klíčoví zaměstnanci z jiných týmů – zejména Ross Brawn z Mercedesu – význam dílů bagatelizovali. Výfukový systém se stal hlavní nevýhodou, jak se sezóna rozjela. Vůz trpěl nízkým přítlakem na pomalejších okruzích, zejména na okruhu Marina Bay. Systém také extrémně ztížil vývoj vozu. Po Grand Prix Abú Zabí designér James Allison připustil, že koncept předního výfuku udělal z vozu R31 „neúspěšný experiment“.
| „ | Rozvržení, které toho tolik slibovalo a které bylo dodáno, bylo téměř nemožné zkopírovat, ale ukázalo se jako velmi složité na vývoj a mělo zásadní slabinu v pomalých zatáčkách, která se nám celý rok držela na krku jako albatros. | “ |

Martin Brundle popsal výfuk směřující dopředu, že „zní jako pytel hřebíků“. David Coulthard však tuto teorii vyvrátil tím, že si koupil pytel hřebíků.

## Kontroverze
Výrazná černo-zlatá barva vozu byla navržena jako pocta vozům týmu Lotus z 80. let a slavným nátěrům John Player Special (tyto vozy také používaly motory Renault). Spekulace naznačovaly, že vzhledem k tomu, že design připomíná krabičku cigaret, tým by porušil přísné protitabákové zákony v Kanadě a nemohl by jej použít při Grand Prix Kanady 2011. Nicméně, nadřízený týmový personál odmítl požadavky a upozornil, že “jiný slavný tým” závodil s barvami podobnými jiné tabákové značce a mohl v Kanadě bez problémů v předchozích letech nastoupit. Nakonec vůz závodil v Kanadě beze změn v jeho nátěru.

## Shrnutí sezóny
Pro vůz R31 to byl solidní debut s Vitalij Petrovem, který se kvalifikoval jako šestý a poté získal své první pódium ve Formuli 1 v úvodním závodě sezóny 2011 v Austrálii. Následoval stejný kvalifikační a závodní výsledek pro Nicka Heidfelda v Malajsii, zatímco týmového kolegu Petrova vynesl do vzduchu vysoký obrubník, když zbývalo několik kol do konce závodu. V Malajsii měli jezdci Renaultu zlaté kombinézy. Bylo to však poslední umístění Renaultu na stupních vítězů a tým se držel čtvrtý v poháru konstruktérů po Petrovově 9. místě v Číně a prvním dvojitém bodovém zisku v Turecku se 7. a 8. místem. Požár Heidfeldova vozu v sobotním tréninku znamenal, že vůz byl před Grand Prix Španělska těžce poškozen a Heidfeld musel startovat do závodu jako čtyřiadvacátý. Vůz R31 však byl do neděle opraven a Heidfeld dojel na bodovaném 8. místě a vytlačil z nich týmového kolegu Petrova, který skončil jedenáctý.

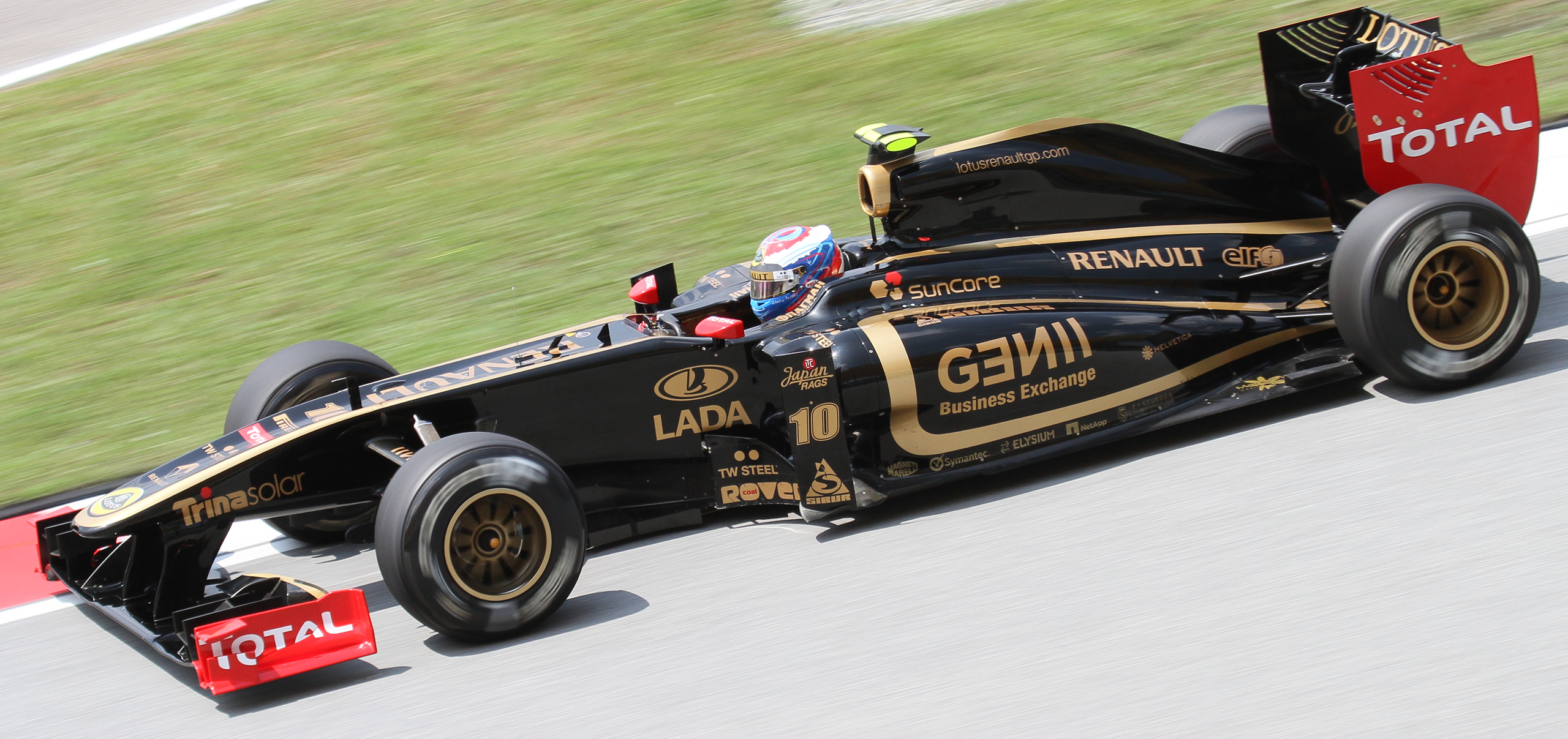
Vitalij Petrov ve voze R31 při Grand Prix Malajsie.

V Monaku Petrov vypadl ze 6. místa po kolizi, když zbývalo 6 kol do konce a dočasně byl ve voze uvězněn, což způsobil červenou vlajku. Heidfeld přesto sbíral cenné body a skončil opět osmý. Na mokré trati v Kanadě tentokrát havaroval Heidfeld, který byl na 4. místě. Petrov však na konci závodu obsadil 5. místo. Heidfeld získal body ve Valencii i v Británii, aby tým co nejdéle udržel před Mercedesem v poháru konstruktérů, ale po závodě v Británii se před něj Mercedes dostal. Dvě odstoupení pro Heidfelda následovala v jeho posledních dvou závodech pro tým v Německu a v Maďarsku, obě odstoupení způsobila značné poškození na voze R31. Vzhledem k tomu, že Petrov byl v Německu pouze devátý a po prvním nebodovaném výsledku týmu v sezóně v Maďarsku bylo zřejmé, že vývoj vozu R31 nebyl dostatečně rychlý a vůz se propadal dozadu.

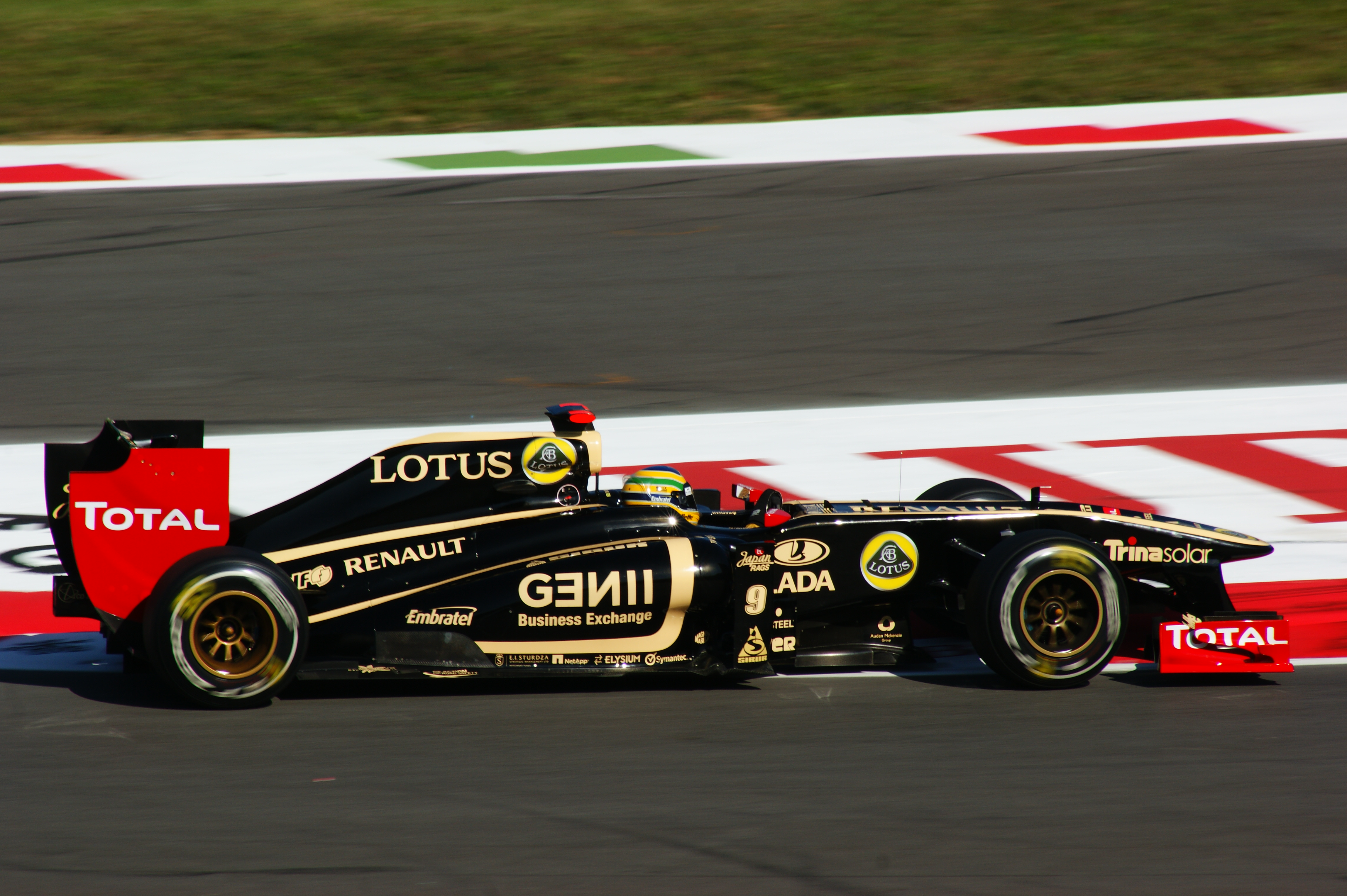
Bruno Senna nahradil Nicka Heidfelda v Renaultu od Grand Prix Belgie.

Po letní přestávce se zdálo, že vůz v kvalifikaci znovu objevil formu, když se Heidfeldův náhradník Bruno Senna kvalifikoval sedmý za smíšeného počasí ve Spa a Petrov desátý. V obráceném pořadí se dvojice kvalifikovala v Monze. Po výsledku v kvalifikaci z nich byla v závodě pouze dvě devátá místa (a Sennovy první body). V Singapuru trať vozům nevyhovovala, protože Petrov vypadl v prvním části kvalifikace a Senna byl v kvalifikaci až patnáctý. Senna své umístění v závodě nevylepšil a Petrov se posunul o jedno místo vpřed. To znamenalo, že tým bojoval dokonce i o udržení 5. místa v poháru konstruktérů, protože šestá Force India nasbírala v posledních čtyřech závodech 36 bodů a za čtvrtým Renaultem nyní zaostávala pouze o 22 bodů. Senna i Petrov se vrátili do první desítky v kvalifikaci pro Grand Prix Japonska a po těsném závodě s mnoha dalšími vozy na chvostu bodované desítky skončil Petrov nakonec devátý a Senna na 16. místě. Následovaly tři neuspokojivé závody v Koreji, v Indii a v Abú Zabí, kde ani jeden jezdec nezískal body. Petrov skončil desátý a získal jeden bod v posledním závodě vozu R31 v Brazílii. Senna nezískal body, když skončil na 17. místě, přesto Renault zůstal pátý v poháru konstruktérů, i když ztrácel 95 bodů na Mercedes.

## Kompletní výsledky ve Formuli 1
| Legenda k tabulce | Legenda k tabulce                                                                       |
| Barva             | Výsledek                                                                                |
| ----------------- | --------------------------------------------------------------------------------------- |
| Zlatá             | Vítěz                                                                                   |
| Stříbrná          | 2. místo                                                                                |
| Bronzová          | 3. místo                                                                                |
| Zelená            | Bodované umístění                                                                       |
| Modrá             | Nebodované umístění                                                                     |
| Modrá             | Dokončil neklasifikován (NC)                                                            |
| Fialová           | Odstoupil (Ret)                                                                         |
| Červená           | Nekvalifikoval se (DNQ)                                                                 |
| Červená           | Nepředkvalifikoval se (DNPQ)                                                            |
| Černá             | Diskvalifikován (DSQ)                                                                   |
| Bílá              | Nestartoval (DNS)                                                                       |
| Bílá              | Závod zrušen (C)                                                                        |
| Světle modrá      | Pouze trénoval (PO)                                                                     |
| Světle modrá      | Páteční testovací jezdec (TD)                                                           |
| Bez barvy         | Netrénoval (DNP)                                                                        |
| Bez barvy         | Vyřazen (EX)                                                                            |
| Bez barvy         | Nepřijel (DNA)                                                                          |
| Bez barvy         | Odvolal účast (WD)                                                                      |
| Bez barvy         | Nezúčastnil se (prázdné)                                                                |
| Označení          | Význam                                                                                  |
| Tučnost           | Pole position                                                                           |
| Kurzíva           | Nejrychlejší kolo                                                                       |
| †                 | Jezdec nedojel do cíle, ale byl klasifikován, protože odjel více než 90 % délky závodu. |
| ‡                 | Byl udělován poloviční počet bodů, protože bylo odjeto méně než 75 % délky závodu.      |
| Horní index       | Umístění bodujících jezdců ve sprintu                                                   |

| Rok  | Tým              | Motor           | Pneumatiky | Jezdci         | 1   | 2   | 3   | 4   | 5   | 6   | 7   | 8   | 9   | 10  | 11  | 12  | 13  | 14  | 15  | 16  | 17  | 18  | 19  | Body | Umístění |
| ---- | ---------------- | --------------- | ---------- | -------------- | --- | --- | --- | --- | --- | --- | --- | --- | --- | --- | --- | --- | --- | --- | --- | --- | --- | --- | --- | ---- | -------- |
| 2011 | Lotus Renault GP | Renault RS27 V8 | P          |                | AUS | MAL | CHN | TUR | ESP | MON | CAN | EUR | GBR | GER | HUN | BEL | ITA | SIN | JPN | KOR | IND | ABU | BRA | 73   | 5. místo |
| 2011 | Lotus Renault GP | Renault RS27 V8 | P          | Nick Heidfeld  | 12  | 3   | 12  | 7   | 8   | 8   | Ret | 10  | 8   | Ret | Ret |     |     |     |     |     |     |     |     | 73   | 5. místo |
| 2011 | Lotus Renault GP | Renault RS27 V8 | P          | Bruno Senna    |     |     |     |     |     |     |     |     |     |     |     | 13  | 9   | 15  | 16  | 13  | 12  | 16  | 17  | 73   | 5. místo |
| 2011 | Lotus Renault GP | Renault RS27 V8 | P          | Vitalij Petrov | 3   | 17† | 9   | 8   | 11  | Ret | 5   | 15  | 12  | 10  | 12  | 9   | Ret | 17  | 9   | Ret | 11  | 13  | 10  | 73   | 5. místo |